# 吉川尚輝
吉川 尚輝（よしかわ なおき、1995年2月8日 - ）は、岐阜県羽島市出身のプロ野球選手（内野手）。右投左打。読売ジャイアンツ所属。
妻はシンガーソングライターの足立佳奈。

## 経歴

### プロ入り前
小学生から軟式野球を始め、中学生になると父が監督を務める岐阜南ボーイズ（前・羽島フジクラブ）にて硬式野球を始める。中学時代は卓球部に所属。中京高校では1年夏から三塁手のレギュラーに定着し、秋からは遊撃手を守る。
吉川は、当初は亜細亜大学に進学する予定であったが、入学前に参加した野球部の練習が合わずに入部を取りやめ、地元の中京学院大学に進学した。1年春からリーグ戦に出場し、秋にベストナインを受賞。4年春には第65回全日本大学野球選手権大会に出場し、中京学院大学は初出場で優勝した。同年に開催された第40回日米大学野球選手権大会の日本代表にも選出された。
2016年10月20日に行われたドラフト会議にて田中正義、佐々木千隼の重複指名による抽選で交渉権を逃した読売ジャイアンツから外れ外れ1位指名され、中京学院大学初のドラフト1位選手となった。11月14日に最高条件となる契約金1億円＋出来高払い5000万円・年俸1500万円で合意した（金額は推定）。背番号は0。担当スカウトは藤本茂喜。同僚には同姓の吉川大幾と吉川光夫がいたことから、スコアボードなどには「吉川尚」と表記されることとなった。

### 巨人時代
2017年は、上半身のコンディション不良で新人合同自主トレは別メニュー、春季キャンプも三軍スタートで二軍昇格は3月だった。イースタン・リーグでは30試合に出場した時点で打率.187、0本塁打だったが、守備と足を期待され、5月9日に一軍に昇格した。5月14日の広島東洋カープ戦で代打で一軍デビュー。5月17日の東京ヤクルトスワローズ戦ではプロ初先発出場も果たしたが、初安打を放つまでには至らなかった。7月13日に草薙球場で行われたフレッシュオールスターゲーム2017において、イースタン選抜として出場した。その後2度の二軍降格を経て夏から二軍で打撃の調子を上げていった後9月下旬に3度目の一軍昇格を果たし、シーズン最終戦の10月3日に、「2番・二塁手」で先発出場し、第1打席でプロ初安打を記録すると2打席目、3打席目も安打を放ちプロ初の猛打賞も記録、また二安打目の出塁後には二塁への盗塁も成功させた。11月25日から台湾で開催されたアジアウインターベースボールリーグに、NPBイースタン選抜として出場した。オフに、200万円減の推定年俸1300万円で契約を更改した。
2018年は、シーズン前から球団首脳や先輩選手たちが期待の言葉を口に出すなど、キャンプから二塁手のレギュラー筆頭とされ、開幕一軍を勝ち取ると、開幕戦は「2番・二塁手」として先発出場を果たした。5月13日の中日ドラゴンズ戦では松坂大輔からプロ初本塁打を放つと好守も随所にも見せた。交流戦から調子を落としスタメンから外されることもあったものの、スタメン復帰すると課題とされた打撃面でも活躍を見せ始め、坂本勇人の離脱後は遊撃手に回りながら7月には月間打率.386を記録した。8月1日の横浜DeNAベイスターズ戦で6回の打席で内野安打を放ち、18試合連続安打となったものの、一塁にヘッドスライディングした際に左手支柱骨を骨折し、負傷交代となった。翌日登録抹消されると、固定ボルトを埋め込む手術を受け、シーズン終了まで一軍復帰はなかった。10月23日、フェニックスリーグで実戦復帰した。オフに、1500万円増の推定年俸2800万円で契約を更改した。
2019年は、開幕戦から1番打者として起用され、11試合で打率3割9分を記録し、開幕ダッシュ成功の原動力になった。しかし春季キャンプ中から抱えていた腰痛が悪化し、4月12日にスタメンを外れ、2日後には出場選手登録を抹消された。その後腰のリハビリが長引き、腰への負担を減らすためにも外野守備にも挑戦。実戦復帰戦となった8月29日の三軍戦では「9番・左翼手」として出場した。一軍にはレギュラーシーズン最後まで復帰できず11試合の出場に留まった。オフに、500万円減の推定年俸2300万円で契約を更改。背番号を29へ変更した。
2020年は新型コロナウイルス感染拡大の影響で開幕が遅れたが、6月19日の阪神タイガースとの開幕戦（東京ドーム）での7回裏に岩崎優から逆転2点本塁打を記録し、チームの通算6000勝に花を添えた。中盤からは主に「1番・二塁手」として定着し、9月は1日の対DeNA戦（東京ドーム）で2-2の同点で迎えた9回無死満塁の打席でエドウィン・エスコバーから自身初のサヨナラ適時打、23日の対広島戦（東京ドーム）では4-4の同点で迎えた9回二死三塁の打席でヘロニモ・フランスアからサヨナラ適時打を放ち、2度のサヨナラ勝ちに貢献。10月14日に9月度の「月間スカパーサヨナラ賞」に選出された。最終的に112試合に出場、打率.274、8本塁打、32打点、11盗塁を記録。プロ4年目にして初めてシーズン通して一軍に帯同し、初の規定打席にも到達した。オフに、1000万円増の推定年俸3300万円で契約を更改した。
同姓の同僚であった吉川光夫は2019年途中にトレードで退団しており、2020年オフには吉川大幾が引退したため、2021年からはプロ入り後初めてマスメディア表記が「吉川」となることとなった。スコアボード表記も開幕時は「吉川」であったが、4月3日のヤクルト戦（東京ドーム）より「吉川尚」表記と場内アナウンスのフルネーム呼称に戻った。
2021年は6月10日のオリックス・バファローズ3回戦（京セラドーム大阪）で1回の第1打席に左手に山﨑福也から死球を受けて負傷交代。病院で精密検査の結果、左手中指末節骨骨折、左手中指爪根脱臼と診断された。8月13日に一軍復帰して、最終的に108試合に出場。規定打席に届かなかったが、打率.272、5本塁打、25打点、7盗塁（盗塁死は0）を記録。オフに400万円増の推定年俸3700万円で契約を更改し、背番号を2に変更した。
2022年は5月4日の対広島戦で8回表に黒原拓未から死球を受け、担架で運ばれて退場した。その後の検査で肩甲骨の骨挫傷であると判明した。その後、負傷後初実戦となった15日のイースタン・リーグ西武戦では、いきなり4安打を放ち、17日に宇都宮で行われた広島戦で早期一軍復帰すると、7月6日の対ヤクルト戦（東京ドーム）で3-3の同点で迎えた延長10回二死一・二塁の打席で田口麗斗からサヨナラ適時二塁打を放ち、ヤクルトの連続カード勝ち越しを14で止めた。シーズン通算では132試合に出場。2年ぶりの2回目の規定打席到達、打率.277、7本塁打、31打点、16盗塁を記録した。同年11月23日に行われたファンフェスタにて、翌年から副主将を務めることが発表。12月6日には3300万円増の推定年俸7000万円で契約を更改した。
2023年は132試合に出場し、打率.256、7本塁打、36打点を記録。11月30日、2000万増となる推定年俸9000万円で契約を更改した。
2024年はキャリア初となる全143試合に出場。5月は4日の対阪神戦（東京ドーム）で1-1の同点で迎えた延長10回一死満塁の打席で島本浩也からサヨナラ適時打、29日の対福岡ソフトバンクホークス戦（東京ドーム）では両者無得点で迎えた延長12回一死二塁の打席でロベルト・オスナからサヨナラ適時二塁打を放ち、2度のサヨナラ勝ちに貢献。6月13日に5月度の「月間スカパーサヨナラ賞」に選出された。最終的に打率.287、5本塁打、46打点を記録。同年9月26日の対DeNA戦（横浜スタジアム）で頭部付近への投球を避けた際に肋骨を強打した影響で、10月19日にDeNAとのクライマックスシリーズ・ファイナルステージに出場選手登録されたが出場機会はなく、後にチームは3勝4敗で日本シリーズ進出とはならなかった。同年に第3回プレミア12の日本代表に選出されたが、左第四肋骨肋軟骨移行部損傷のため、出場辞退した。シーズンの終了後には初となるベストナイン、ゴールデングラブ賞に選出された。12月4日、1億1000万増となる推定年俸2億円で契約を更改した。
2025年は5月1日の広島戦で岡本駿からサヨナラ打を放つなど、5月1日時点で打率.319を記録するほど好調だった。その後岡本和真が怪我で長期離脱したことに伴い、代役4番という形で巨人の第92代4番打者になるも、無安打に終わった。守備でも失策を犯すなどその後も精彩を欠き、2試合後には3番に戻された。

## 選手としての特徴
井端弘和から「最大の持ち味はスピード。守備範囲だけなら広島の菊池涼介より広いかもしれない」と評価を受けている。菊池自身も「（2023年の）ゴールデングラブ賞を獲るのは吉川だと思っていた」と守備範囲の広さを認めている。
打撃面では秋山翔吾に「ここ5年間で216本以上安打を打ってシーズン最多安打を更新する選手がいたとすれば吉川（尚輝）が一番近い」と評価を受けている。

## 人物
学生時代は学業と練習の一方、スーパーとカー用品店のアルバイトを掛け持ちしていた。吉川は後年、「お金の大切さ、1万円を稼ぐ大変さが身をもって分かった」と当時を振り返っている。
座右の銘は「結果が全て」。
2024年12月28日、同郷（岐阜県）出身のシンガーソングライターである足立佳奈と結婚したことを発表した。

## 詳細情報

### 年度別打撃成績
| 年 度     | 球 団     | 試 合 | 打 席 | 打 数 | 得 点 | 安 打 | 二 塁 打 | 三 塁 打 | 本 塁 打 | 塁 打 | 打 点 | 盗 塁 | 盗 塁 死 | 犠 打 | 犠 飛 | 四 球 | 敬 遠 | 死 球 | 三 振 | 併 殺 打 | 打 率 | 出 塁 率 | 長 打 率 | O P S |
| --------- | --------- | ----- | ----- | ----- | ----- | ----- | -------- | -------- | -------- | ----- | ----- | ----- | -------- | ----- | ----- | ----- | ----- | ----- | ----- | -------- | ----- | -------- | -------- | ----- |
| 2017      | 巨人      | 5     | 12    | 11    | 1     | 3     | 0        | 0        | 0        | 3     | 0     | 1     | 0        | 1     | 0     | 0     | 0     | 0     | 2     | 0        | .273  | .273     | .273     | .545  |
| 2018      | 巨人      | 92    | 355   | 316   | 51    | 80    | 16       | 3        | 4        | 114   | 29    | 11    | 4        | 13    | 2     | 19    | 0     | 5     | 61    | 5        | .253  | .304     | .361     | .665  |
| 2019      | 巨人      | 11    | 46    | 41    | 7     | 16    | 1        | 0        | 0        | 17    | 3     | 1     | 2        | 2     | 0     | 3     | 0     | 0     | 4     | 1        | .390  | .432     | .415     | .847  |
| 2020      | 巨人      | 112   | 389   | 354   | 47    | 97    | 16       | 2        | 8        | 141   | 32    | 11    | 3        | 2     | 0     | 30    | 4     | 3     | 60    | 6        | .274  | .336     | .398     | .734  |
| 2021      | 巨人      | 108   | 329   | 305   | 35    | 83    | 13       | 1        | 5        | 113   | 25    | 7     | 0        | 3     | 2     | 17    | 2     | 2     | 48    | 4        | .272  | .313     | .370     | .683  |
| 2022      | 巨人      | 132   | 567   | 516   | 64    | 143   | 20       | 6        | 7        | 196   | 31    | 16    | 7        | 10    | 1     | 32    | 0     | 8     | 53    | 6        | .277  | .329     | .380     | .708  |
| 2023      | 巨人      | 132   | 478   | 430   | 47    | 110   | 19       | 4        | 7        | 158   | 36    | 4     | 4        | 11    | 3     | 26    | 2     | 8     | 66    | 12       | .256  | .308     | .367     | .676  |
| 2024      | 巨人      | 143   | 602   | 536   | 65    | 154   | 25       | 4        | 5        | 202   | 46    | 12    | 5        | 13    | 6     | 41    | 2     | 6     | 61    | 8        | .287  | .341     | .377     | .718  |
| 通算：8年 | 通算：8年 | 735   | 2778  | 2509  | 317   | 686   | 110      | 20       | 36       | 944   | 202   | 63    | 25       | 55    | 14    | 168   | 10    | 32    | 355   | 42       | .273  | .325     | .376     | .702  |

- 2024年度シーズン終了時
- 各年度の太字はリーグ最高

### 年度別守備成績
| 年 度 | 球 団 | 二塁  | 二塁  | 二塁  | 二塁  | 二塁  | 二塁     | 遊撃  | 遊撃  | 遊撃  | 遊撃  | 遊撃  | 遊撃     |
| 年 度 | 球 団 | 試 合 | 刺 殺 | 補 殺 | 失 策 | 併 殺 | 守 備 率 | 試 合 | 刺 殺 | 補 殺 | 失 策 | 併 殺 | 守 備 率 |
| ----- | ----- | ----- | ----- | ----- | ----- | ----- | -------- | ----- | ----- | ----- | ----- | ----- | -------- |
| 2017  | 巨人  | 2     | 5     | 7     | 0     | 2     | 1.000    | -     | -     | -     | -     | -     | -        |
| 2018  | 巨人  | 71    | 155   | 199   | 3     | 41    | .992     | 19    | 26    | 57    | 2     | 7     | .976     |
| 2019  | 巨人  | 11    | 21    | 37    | 4     | 9     | .935     | -     | -     | -     | -     | -     | -        |
| 2020  | 巨人  | 104   | 183   | 242   | 3     | 51    | .993     | 16    | 17    | 20    | 1     | 4     | .974     |
| 2021  | 巨人  | 99    | 170   | 222   | 3     | 41    | .992     | 8     | 4     | 10    | 1     | 2     | .933     |
| 2022  | 巨人  | 132   | 298   | 421   | 11    | 83    | .985     | 1     | 0     | 1     | 0     | 1     | 1.000    |
| 2023  | 巨人  | 125   | 254   | 357   | 5     | 71    | .992     | -     | -     | -     | -     | -     | -        |
| 2024  | 巨人  | 143   | 331   | 485   | 5     | 94    | .994     | -     | -     | -     | -     | -     | -        |
| 通算  | 通算  | 687   | 1417  | 1970  | 34    | 392   | .990     | 44    | 47    | 88    | 4     | 14    | .971     |

- 2024年度シーズン終了時
- 各年度の太字はリーグ最高

### 表彰
- ベストナイン：1回（二塁手部門：2024年[64]）
- ゴールデングラブ賞：1回（二塁手部門：2024年[65]）
- 月間サヨナラ賞：2回（2020年9月[31]、2024年5月[47][66]）

### 記録
初記録
- 初出場・初打席：2017年5月14日、対広島東洋カープ8回戦（MAZDA Zoom-Zoom スタジアム広島）、9回表に小林誠司の代打として出場、今村猛から二ゴロ[13]
- 初先発出場：2017年5月17日、対東京ヤクルトスワローズ7回戦（東京ドーム）、「7番・二塁手」として先発出場[14]
- 初安打：2017年10月3日、対東京ヤクルトスワローズ25回戦（明治神宮野球場）、1回表にプレストン・ギルメットから左前安打
- 初盗塁：同上、3回表に二盗（投手：プレストン・ギルメット、捕手：中村悠平）
- 初打点：2018年4月3日、対中日ドラゴンズ1回戦（ナゴヤドーム）、9回表に谷元圭介から左前適時打
- 初本塁打：2018年5月13日、対中日ドラゴンズ8回戦（東京ドーム）、1回裏に松坂大輔から右越2ラン

### 背番号
- 0（2017年[9] - 2019年）
- 29（2020年[27] - 2021年）
- 2（2022年[36] - ）

### 代表歴
- 第40回日米大学野球選手権大会日本代表[6]
- 「ENEOS 侍ジャパンシリーズ2019 日本vsメキシコ」代表